# スンブ:二人の棋士
『スンブ：二人の棋士』（スンブ：ふたりのきし、승부、The Match）は、2025年3月26日に公開された韓国の映画。同年5月8日からNetflixで配信が開始された。
「スンブ」（승부）は日本語で「勝負」の意味。
撮影は2020年12月から2021年にかけて行われたが、ユ・アインの薬物不正使用により公開が延期されていた。

## あらすじ
韓国最高の棋士チョ・フンヒョンは、少年イ・チャンホを弟子にする。
内弟子として寝食を共にし、厳しく育てあげた弟子はやがて腕を上げ、最高位の座をかけ師匠と対局する。
そして敗れたチョ・フンヒョンは、深いスランプに落ちる。
しかしライバルだった棋士の友情と自らの師匠が碁盤の裏に残した言葉により再起し、弟子との再戦に挑む。

## スタッフ
- 監督：キム・ヒョンジュ
- 脚本：キム・ヒョンジュ、ユン・ジョンビン

## キャスト
チョ・フンヒョン（曺薫鉉）
演 - イ・ビョンホン、日本語吹替 - 内田夕夜
世界一となった韓国囲碁界のトップ棋士（国手）。攻撃的な棋風が特徴で「囲碁帝王」と称された。
イ・チャンホ（李昌鎬）
演 - ユ・アイン、日本語吹替 - 鳥海浩輔
師匠であるチョ国手を破り、トップ棋士となる。独自の計算に基づく防衛的な棋風で、後に「神算」「石仏」の異名で呼ばれた。
イ・チャンホ（少年時代）
演 - キム・ガンフン、日本語吹替 - 村瀬歩
定石も作法も知らないがめっぽう囲碁が強い少年。チョ国手の内弟子となる。
ナム・ギチョル
演 - チョ・ウジン、日本語吹替 -
プロ棋士。チョ国手と数多く対局し、敗北してきたライバル。
チョン・スンピル
演 - コ・チャンソク、日本語吹替 - 遠藤純一
ジャーナリスト。チョ国手の友人。
イ・ヨンガク
演 - ヒョン・ボンシク、日本語吹替 -
プロ棋士。チョ国手の友人。
チョン・ミファ
演 - ムン・ジョンヒ、日本語吹替 - 塙英子
チョ国手の妻。
- 日本語吹替版その他出演：蒼谷和樹、國分和人、宮崎敦吉、牛山茂、橋本しんめい、山本満太、陸田由貴、井川康平、片山公輔、佐藤友啓、小林さとみ、渡辺晃

- 日本語版制作スタッフ 演出：浅野一郎、翻訳：戸田紗耶香、調整：田中美沙、録音：寺本まどか、制作進行：大場美希、制作：Iyuno Japan